# Мастер производственного обучения
Мастер производственного обучения (мастер ПО) — педагогический работник в учреждениях начального и среднего профессионального образования России, осуществляющий проведение учебной практики — обучение учащихся практическим навыкам какой-либо профессии.
В Профессиональных училищах, мастер ПО, как правило, является и классным руководителем группы, для которой проводит производственное обучение.